# Boys of Abu Ghraib
Boys of Abu Ghraib è un film del 2014 scritto e diretto da Luke Moran.
Il film è ispirato agli eventi realmente accaduti all'interno della prigione di Abu Ghraib a Baghdad, nel 2003, durante la guerra in Iraq.

## Trama
Nel 2003, il 22enne Jack Farmer dopo essersi unito alle riserve dell'esercito è pronto a partire per l'Iraq.
Lui con una dozzina di altri giovani arrivano ad Abu Ghraib, una prigione situata a 20 miglia da Baghdad. Il capitano Hayes li saluta con un discorso entusiasmante su di loro che si trovano in prima linea nella guerra contro il terrorismo, ma le pessime condizioni di vita e la noia iniziano fin da subito a logorare i soldati. Jack dopo una sua richiesta viene trasferito nell'"Hard Site", un blocco di celle che ospita pericolosi terroristi. Il suo nuovo capo, il sergente Tanner, gli dice che il principio guida dell'Hard Site è "nessuna compassione"; il loro compito è quello di "ammorbidire" i prigionieri per gli interrogatori militari. Ciò include tecniche come la privazione sensoriale, l'umiliazione e l'isolamento.
Jack qui stringe un'amicizia con uno dei detenuti Ghazi Hammoud, un ingegnere che ha studiato a Londra. Pochi giorni prima del loro ritorno a casa, Jack e la sua unità scoprono che il loro periodo di servizio è stato prorogato di altri sei mesi. Nonostante la delusione per questa notizia continuano a svolgere i loro doveri quotidiani. Hammoud è sottoposto a molteplici interrogatori. Quando Jack finalmente affronta i suoi commilitoni, difendendo Hammoud, scopre che proprio quest'ultimo ha confessato di aver costruito una bomba che ha ucciso 18 civili in un bar. Jack va da Hammoud e gli chiede se ha davvero ucciso "persone innocenti", e Hammoud risponde che non erano innocenti. Jack in seguito a quest'evento inizia a essere più aggressivo, trattando i detenuti meno gentilmente di quanto avesse fatto prima della confessione di Hammoud.
Quando è finalmente tempo per Jack di tornare a casa, informa il soldato pronto a rimpiazzarlo sui suoi futuri compiti. Il suo sostituto tira fuori una macchina fotografica e scatta una foto, ma Jack gli dice di smetterla. Prima di andare via Jack trascina Hammoud addormentato fuori dalla cella e inizia a urlargli contro, proprio in questo momento il suo sostituto scatta un'altra foto di nascosto. Dopo essere tornato a casa negli Stati Uniti, Jack mentre fa la spesa in un negozio con la sua ragazza vede le foto scattate a lui a Abu Graib in diretta TV.

## Produzione

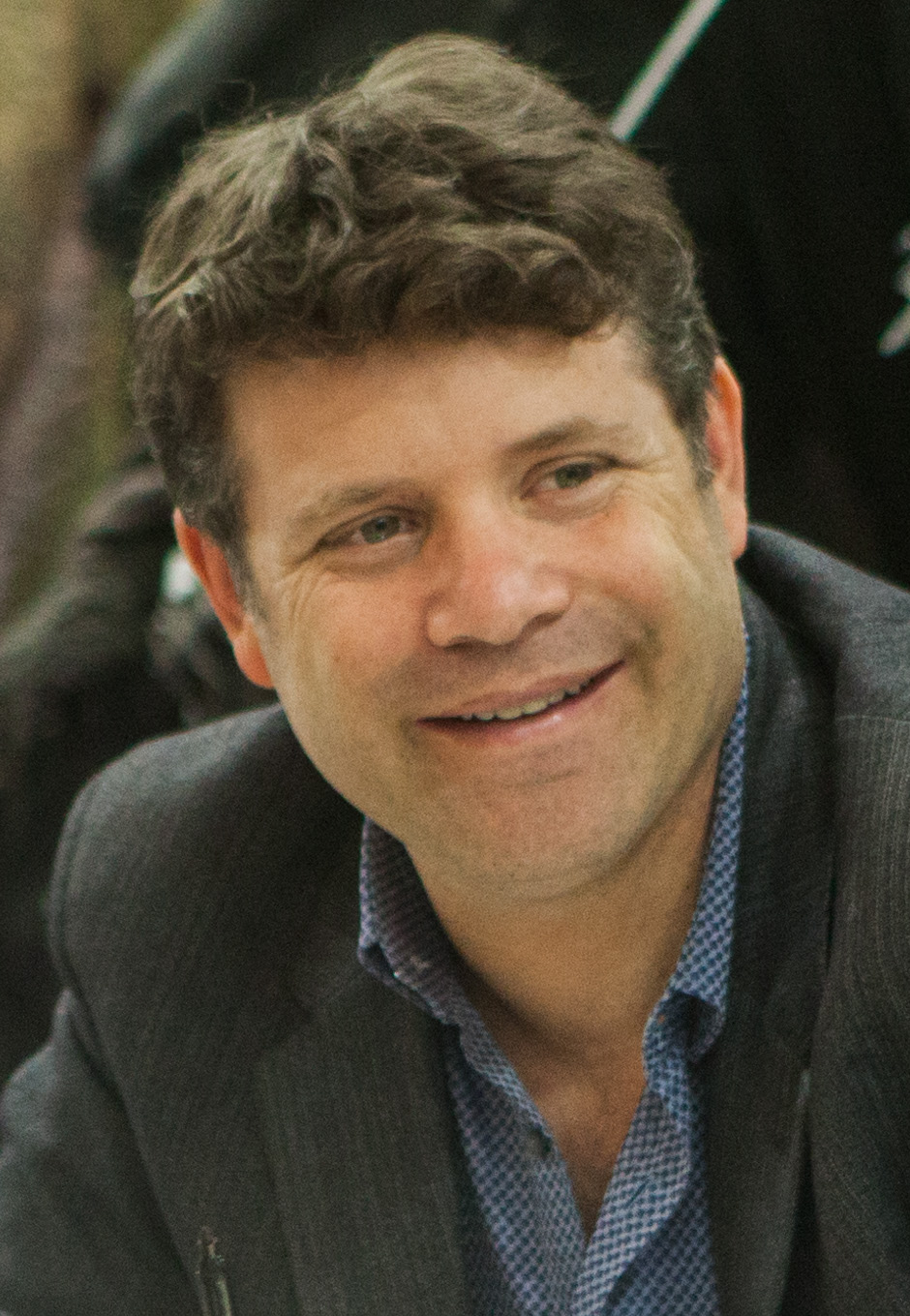
Sean Astin interpreta il sergente Tanner

La scena della sparatoria è stata girata a Santa Fe, nel Nuovo Messico, presso un penitenziario. Un altro luogo dove si sono svolte le riprese è stata la Baillios Electronics sempre a Santa Fe.

## Promozione
Il primo trailer del film è stato pubblicato il 25 febbraio 2014.

## Distribuzione
Il film è stato proiettato in anteprima unicamente al Gasparilla Film Festival e al Screen International Film Festival, mentre il 28 marzo 2014 è stato distribuito limitatamente in alcune sale cinematografiche statunitensi.

## Accoglienza

### Critica
Alcuni critici hanno criticato il film per non aver descritto gli eventi esatti dello scandalo, ma per aver immaginato una storia basata su questi eventi. La pellicola è stata invece accolta perlopiù positivamente dal pubblico, in particolare da parte dei veterani per la sua rappresentazione realistica.
Sull'aggregatore di recensioni Rotten Tomatoes il film ha ottenuto un punteggio di 3 su 10, sulla base di 10 recensioni di critici, mentre su Metacritic di 3,4 su 10, su 6 recensioni.

## Riconoscimenti
- 2014 - Gasparilla International Film Festival
  - Vincitore dell'Audience Award
- 2014 - Screen International Film Festival
  - Miglior film di guerra